# 介護ヘルパー紫雨子の事件簿
『介護ヘルパー紫雨子の事件簿』（かいごへるぱーしうこのじけんぼ）は、2012年から2013年までテレビ東京・BSジャパン共同制作「水曜ミステリー9」で放送されたテレビドラマシリーズ。全2回。主演は斉藤由貴。

## 登場人物

### ケアワーク谷根千
宮島紫雨子
演 - 斉藤由貴（13歳：新井みゆり）
訪問介護員。大畑俊策は25年前に生き別れになっていた異父弟。お互い姉と弟とは名乗り合っていない。
本田君子
演 - 重田千穂子
訪問介護員。
名越淑恵
演 - 志水季里子
訪問介護員。眼鏡かけている。
丸山美幸
演 - 高畑こと美
訪問介護ヘルパー。紫雨子の後輩。
嘉手名光吉
演 - 蟹江敬三
ケアマネージャー。

### 警察関係者
大畑俊策
演 - 渡辺大（5歳：須田琉雅）
警視庁捜査一課の刑事。第1作で事件の聞き込みにケアワーク谷根千を訪れた際、25年前に生き別れになっていた異父姉の紫雨子と再会する。5歳まで紫雨子と母と3人で暮らしていた。大畑家から俊策のことは勝手に産んだと突き放されていたが、跡継ぎがいなかったため大畑家にわたされた。
河野久之
演 - 春田純一
警視庁捜査一課の管理官。
吉本直樹
演 - 井上康
警視庁捜査一課の刑事。階級は警部補。

### ゲスト
第1作「青い鳥を待つ女」（2012年）
- 岩崎由里（由里テニス倶楽部 代表兼コーチ） - 高橋かおり
- 米田すず（米田と理恵子の長女・半年前家を出る） - 木内晶子
- 矢木沢進（西日暮里警察署 刑事） - 久保酎吉
- 田子尚人（日の出警察署の刑事） - 小林尚臣
- 坂井マリ（大学生・10年前の交通事故の被害者） - 池澤あやか（10歳：石橋宇輪）
- 国分仙一（由里テニス倶楽部 事務局長・元警察OB） - 中原丈雄
- 米田智一（米田と理恵子の長男・大学講師） - 永野典勝
- 長谷部勲（山荘の所有者・10年前殺害） - 大川ひろし
- 米田玲子（智一の妻） - 長尾奈奈
- 山浦（西日暮里警察署 刑事） - 村上新悟
- テニスショップ店員 - 倉田恭子
- 西島伸彦（警視庁鑑識課 検視官） - 篠塚勝
- 須永一成（飯田橋テニススクール 理事長） - 加藤満
- 紫雨子の亡き母 - 菅原あき
- 米田理恵子（雄蔵の妻） - 萩尾みどり
- 米田雄蔵（元大学教授） - 村井國夫

第2作「過去を捨てた男」（2013年）
- 菅沼高志（二級建築士） - 石垣佑磨
- 成田恵美（正則の妻） - 越智静香
- 岸本綾子（警視庁西日暮里警察署 刑事） - 菜葉菜
- 須山伸吾 - 松澤一之
- 山根（鑑識官） - 竹本純平
- 成田文（正則と恵美の娘） - 夏居瑠奈
- 圭一 - 竹内友哉
- 清 - 菊池拓人
- 成田総子（姑） - 山本陽子
- 刑事 - 井俣太良
- 大野澄子の娘 - 川田美佳
- 丸山幸子 - 森実昭恵
- 田辺玲子（三上の娘） - 南千尋
- 大野澄子（リフォーム詐欺の被害者） - 星野晶子
- 三上利也（呉服屋「たなべ」社長・婿養子） - 勝部演之
- 成田政則（総子の息子） - 井田國彦
- 深浦今朝治（とび職・総子の亡夫の古い友達） - 笹野高史

## スタッフ
- 脚本 - 佐伯俊道
- 監督 - 奥村正彦、藤嘉行
- 選曲 - 田中稔（1）、遠藤浩二（2）
- 介護指導 - 中原修二郎
- 技術協力 - ビデオフォーカス（1）、アップサイド（2）
- 美術協力 - フジアール（1）、KHKアート（2）
- プロデュース - 川村庄子、小野伸一、高橋信仁
- 制作 - テレビ東京、BSジャパン、仕事

## 放送日程
| 話数 | 放送日        | サブタイトル   | 脚本     | 監督     |
| ---- | ------------- | -------------- | -------- | -------- |
| 1    | 2012年6月13日 | 青い鳥を待つ女 | 佐伯俊道 | 奥村正彦 |
| 2    | 2013年9月04日 | 過去を捨てた男 | 佐伯俊道 | 藤嘉行   |